# Butsel
Butsel is een gehucht van de deelgemeente Boutersem van de gelijknamige gemeente in de Belgische provincie Vlaams-Brabant. De naam komt van het Middelnederlandse woord butse dat versterkte heuvel betekent.
Butsel wordt onderscheiden in Neerbutsel en Opbutsel. De plaats ligt aan de Velp.

## Geschiedenis

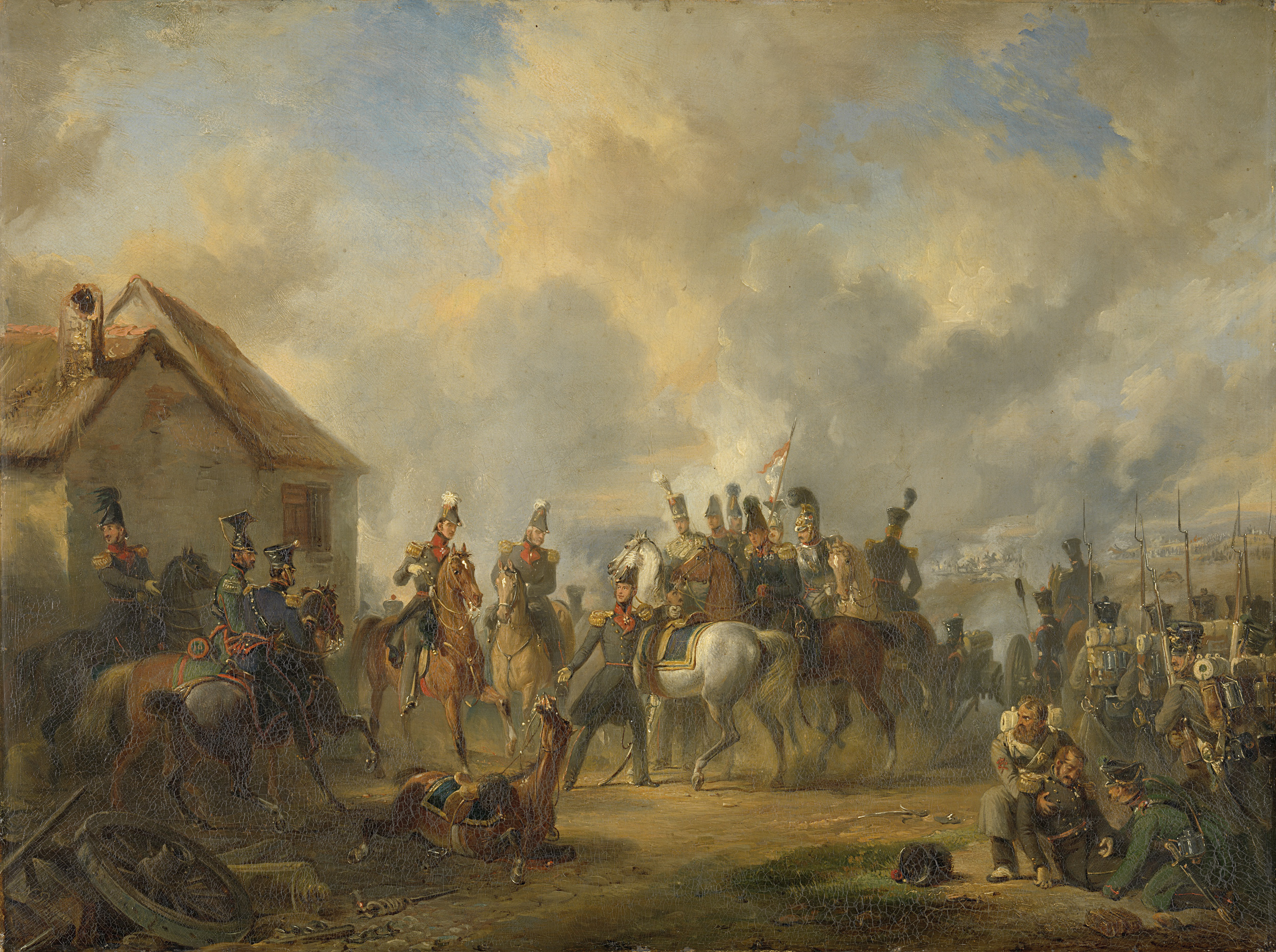
Prins en paard in 1831 te Boutersem !

Butsel ligt nabij de rivier de Velp, het is de oudste kern van Boutersem. Getuige enkele archeologische vondsten was er reeds bewoning in het neolitisch tijdperk. Onder Romeins bewind kwam het oord tot bloei omdat het gelegen was aan een belangrijke handelsweg. In de middeleeuwen was Butsel betwist gebied, zowel het hertogdom Brabant als het prinsbisdom Luik maakte er aanspraak op.
Neerbutsel was een zelfstandige gemeente tot 1822 toen het werd opgeheven en ingelijfd bij Roosbeek.
Tijdens de Tiendaagse Veldtocht van 1831 is hevig gevochten in Boutersem waarbij het paard van de Nederlandse kroonprins gewond raakte. Bij de aanvang van de Eerste Wereldoorlog in 1914 werd slag geleverd bij de Oude Vijvers. Eenentwintig Belgische militairen sneuvelden daarbij en een zestigtal werden krijgsgevangen genomen.

## Bezienswaardigheden
- De Sint-Michielskerk
- De Onze-Lieve-Vrouw van Sterrenbornekapel
- Het Oud kasteel van Boutersem

## Nabijgelegen kernen
Kerkom, Boutersem, Roosbeek